# Вешенбойрен
Вешенбойрен (нем. Wäschenbeuren) — община в Германии, в земле Баден-Вюртемберг. 
Подчиняется административному округу Штутгарт. Входит в состав района Гёппинген.  Население составляет 3976 человек (на 31 декабря 2010 года). Занимает площадь 12,95 км².

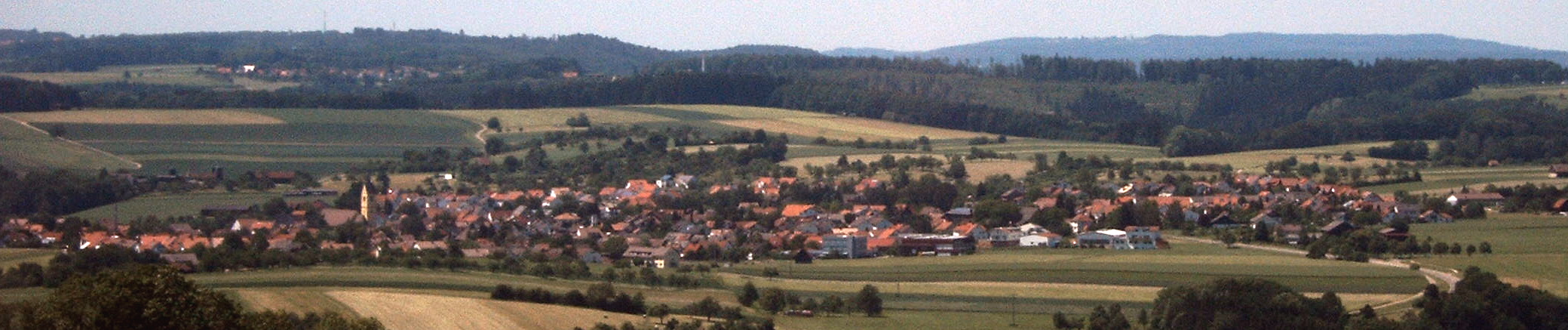
Вешенбойрен

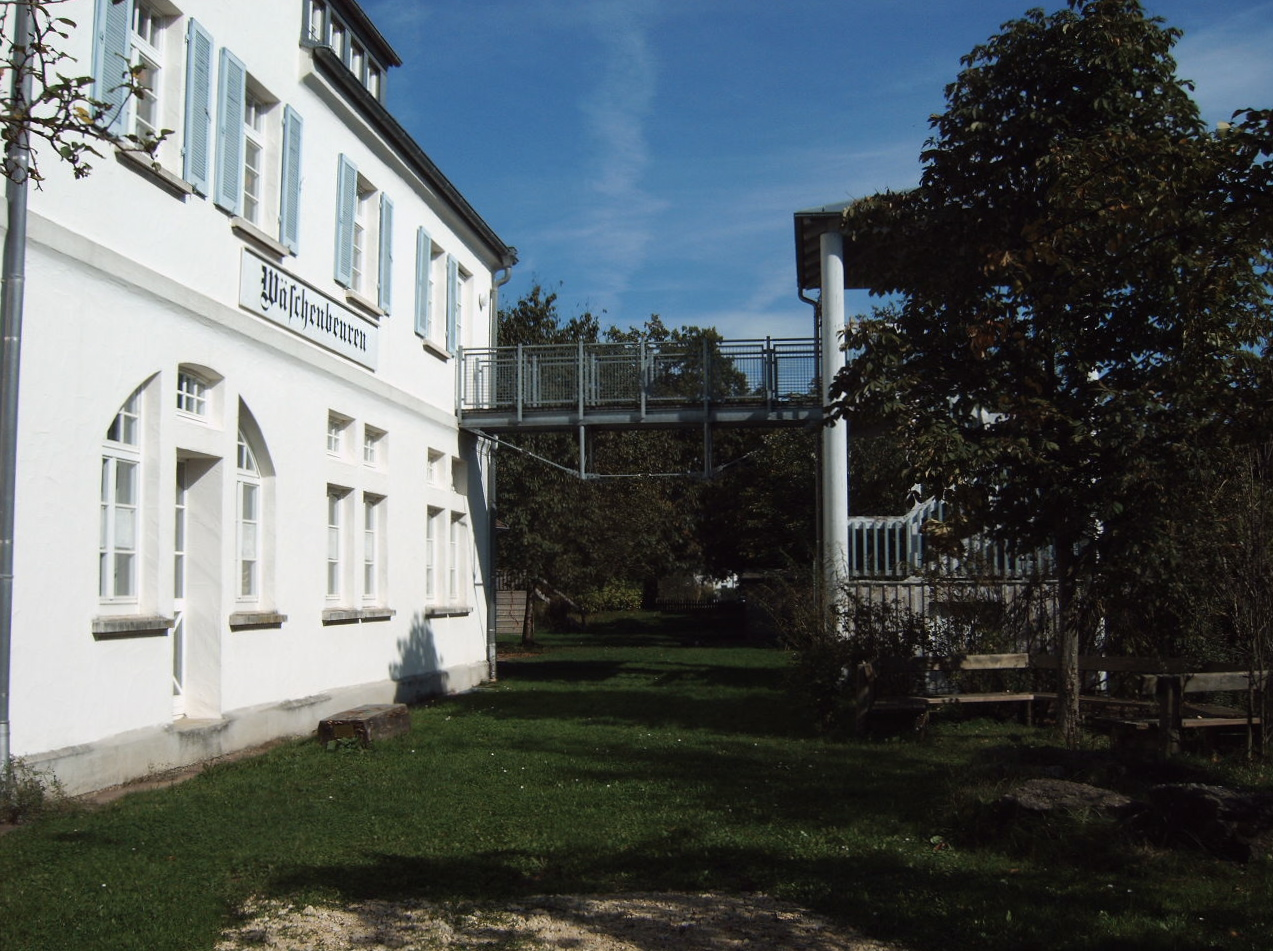
Вокзал